# Liste der Biografien/Riche
Liste der Biografien |
Portal Biografien |
Personensuche
# |
A |
B |
C |
D |
E |
F |
G |
H |
I |
J |
K |
L |
M |
N |
O |
P |
Q |
R |
S |
T |
U |
V |
W |
X |
Y |
Z |
?
 
Ra |
Rb |
Rd |
Re |
Rh |
Ri |
Rj |
Rk |
Rl |
Rm |
Rn |
Ro |
Rr |
Rs |
Rt |
Ru |
Rv |
Rw |
Rx |
Ry |
Rz
 
Ria |
Rib |
Ric |
Rid |
Rie |
Rif |
Rig |
Rih |
Rii |
Rij |
Rik |
Ril |
Rim |
Rin |
Rio |
Rip |
Riq |
Rir |
Ris |
Rit |
Riu |
Riv |
Riw |
Rix |
Riy |
Riz
 
Rica |
Ricb |
Ricc |
Rice |
Rich |
Rici |
Rick |
Ricl |
Rico |
Ricq |
Rics |
Rict |
Ricu |
Ricz
 
Richa |
Richb |
Richd |
Riche |
Richg |
Richi |
Richl |
Richm |
Richn |
Richo |
Richr |
Richs |
Richt |
Richu |
Richw |
Richz
Die Liste der Biografien führt alle Personen auf, die in der deutschsprachigen Wikipedia einen Artikel haben. Dieses ist eine Teilliste mit 88 Einträgen von Personen, deren Namen mit den Buchstaben „Riche“ beginnt.

## Riche
- Riche, Alex (* 1996), chinesisch-kanadischer Eishockeyspieler
- Riche, Clive (* 1952), britischer Schauspieler und Musiker
- Riché, Jean-Baptiste († 1847), haitianischer Politiker und General; Präsident von Haiti (1846–1847)
- Riché, Pascal (* 1962), französischer Journalist
- Riché, Pierre (1921–2019), französischer Historiker

### Richeb
- Richebé, Roger (1897–1989), französischer Filmproduzent, -regisseur, -verleiher und Drehbuchautor
- Richebourg, Émile (1833–1898), französischer Schriftsteller

### Richel
- Richel, Arthur (1868–1940), deutscher Bibliothekar
- Richelda, Ehefrau des Dogen Pietro III. Candiano
- Richelet, César-Pierre (1626–1698), französischer Romanist, Übersetzer und Lexikograf
- Richelieu, Alphonse-Louis du Plessis de (1582–1653), französischer Ordensgeistlicher, Bischof, Kardinal
- Richelieu, Armand Emmanuel du Plessis, duc de (1766–1822), französischer und russischer Staatsmann
- Richelieu, Armand-Jean du Plessis duc de (1585–1642), französischer Kardinal und StaatsmannArmand-Jean du Plessis, duc de Richelieu (1585–1642)

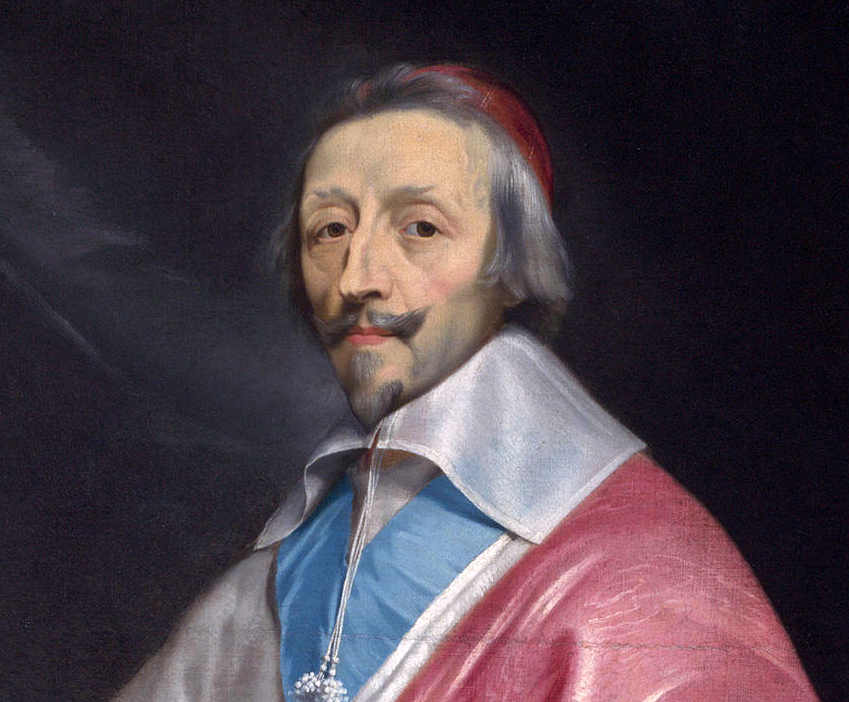
Armand-Jean du Plessis, duc de Richelieu (1585–1642)

- Richelieu, François du Plessis de (1548–1590), französischer Adliger und Militär
- Richelle, Koos (* 1949), niederländischer Verwaltungsjurist, Generaldirektor bei der Europäischen Union
- Richelmi, Stéphane (* 1990), monegassischer Automobilrennfahrer
- Richelmy, Agostino (1850–1923), italienischer Kardinal und Erzbischof von Turin
- Richelmy, Lorenzo (* 1990), italienischer Filmschauspieler
- Richelot, Claudius (1863–1929), deutscher Sanitätsoffizier
- Richelot, Friedrich Julius (1808–1875), deutscher Mathematiker und Hochschullehrer
- Richelot, Theodor (1865–1932), preußischer Oberst und Regimentskommandeur, charakterisierter Generalmajor
- Richelsen, Christel (1845–1902), deutscher Theaterschauspieler und -regisseur

### Richen
- Richenbach, Johannes († 1486), deutscher Geistlicher und Buchbinder
- Richenhagen, Martin (* 1952), deutsch-amerikanischer ManagerMartin Richenhagen (* 1952)

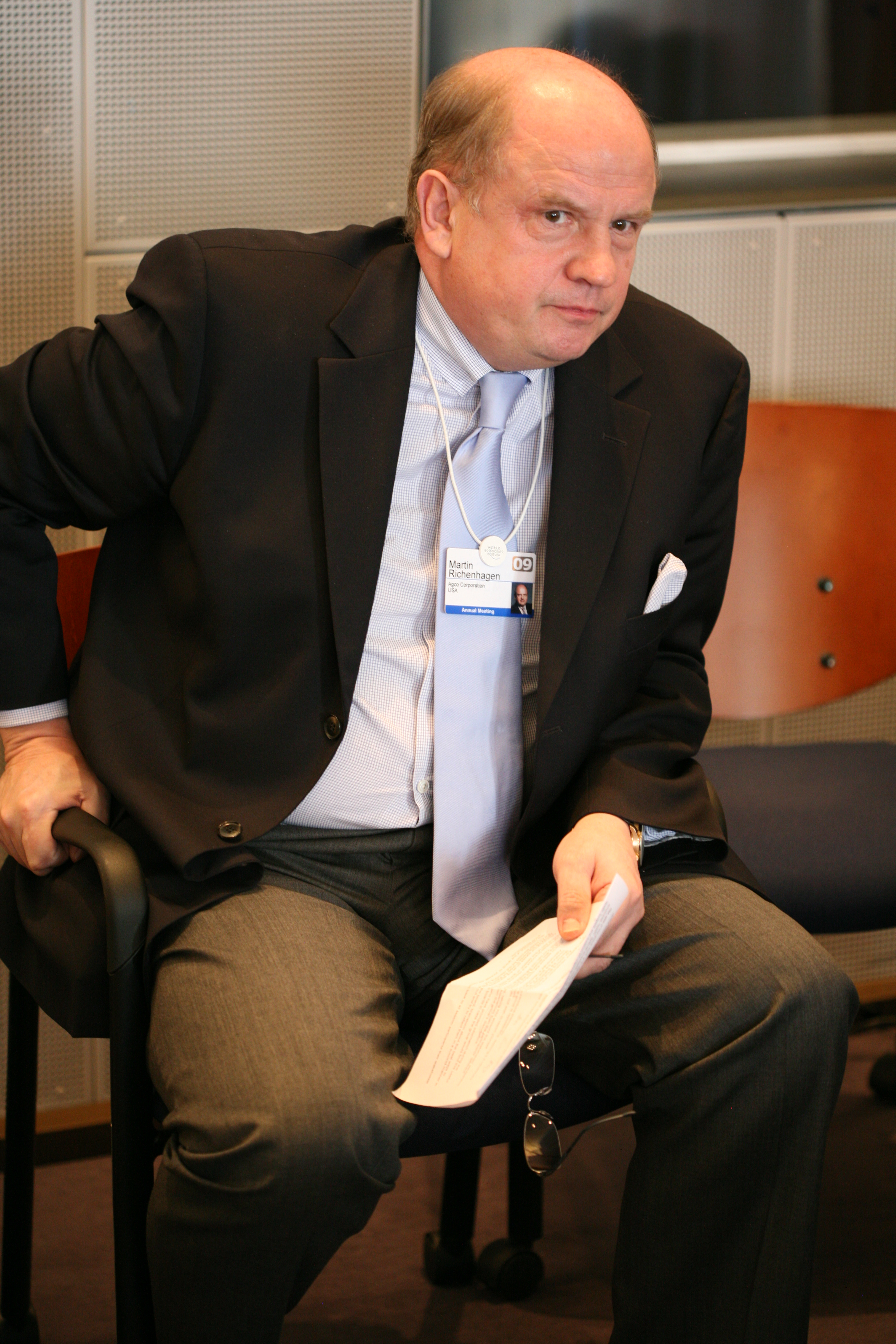
Martin Richenhagen (* 1952)

- Richenza, Gräfin von Northeim, Herzogin von Bayern und Gräfin von Werl
- Richenza von Boyneburg, Gräfin von Regenstein-Blankenburg
- Richenza von Northeim († 1141), deutsche Kaiserin

### Richeo
- Richeome, Louis (1544–1625), französischer Theologe, Humanist und Jesuit

### Richep
- Richepanse, Antoine (1770–1802), französischer General und Kolonialverwalter
- Richepin, Éliane (1910–1999), französische Pianistin, Musikpädagogin und Komponistin
- Richepin, Jean (1849–1926), französischer Schriftsteller, Dramatiker und Lyriker

### Richer
- Richer von Lüttich († 945), Bischof von Lüttich
- Richer von Reims, französischer Mönch und Historiker
- Richer von Senones, Benediktinermönch von Saint-Pierre von Senones, Chronist
- Richer, Jean (1630–1696), französischer Astronom
- Richer, Léon (1824–1911), französischer Journalist und Feminist
- Richer, Philippe (1923–2018), französischer Diplomat und Autor

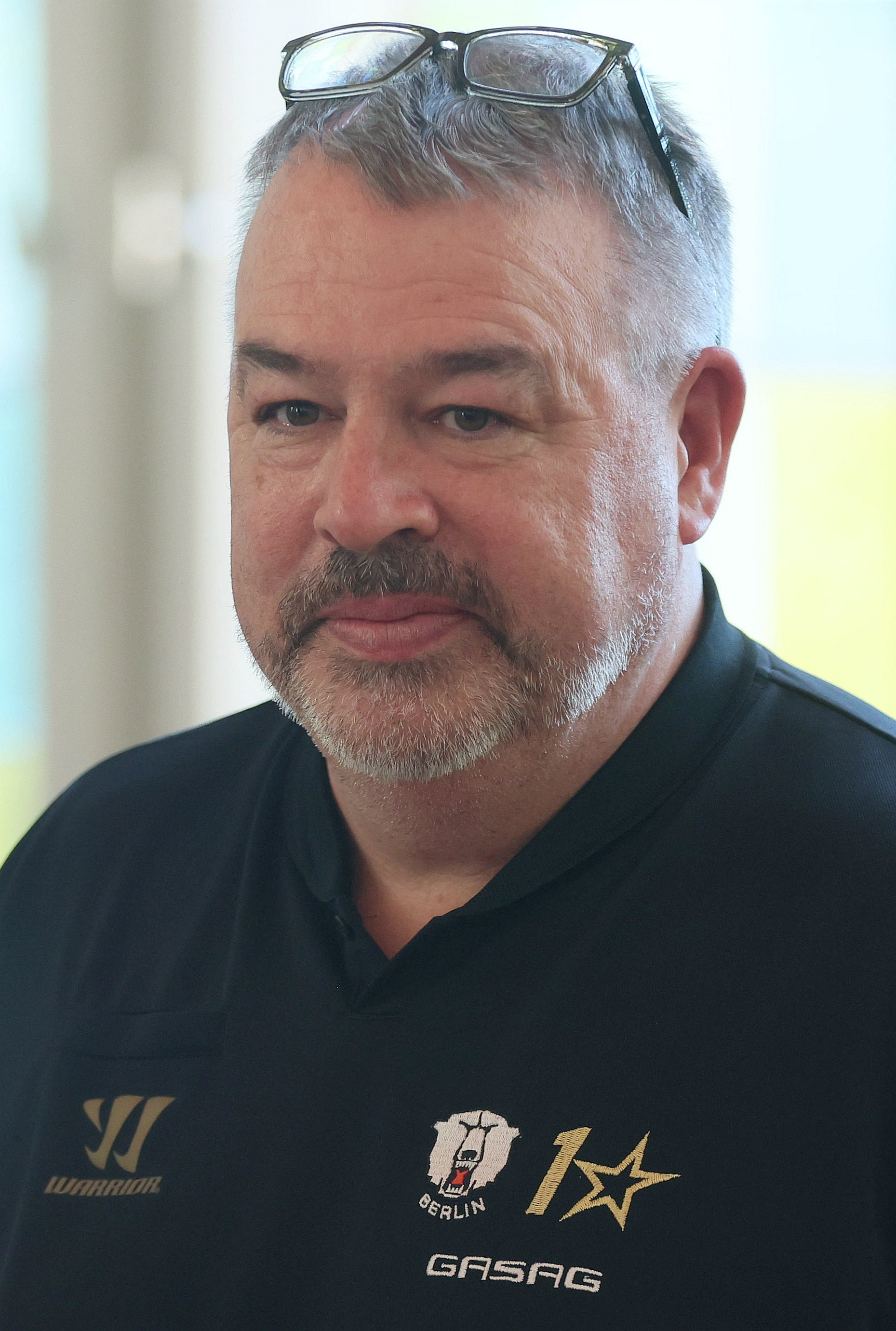
Stéphane Richer (* 1966)

- Richer, Stéphane (* 1966), kanadischer Eishockeyspieler und -trainerStéphane Richer (* 1966)
- Richer, Stéphane (* 1966), kanadischer Eishockeyspieler
- Richerand, Anthelme Louis Claude Marie Baron von (1779–1840), französischer Chirurg und Physiologe
- Richerby, David, britischer Informatiker
- Richers, Julia (* 1975), Schweizer Historikerin
- Richerson, Peter (* 1943), US-amerikanischer Biologe
- Richert, Augustin Xavier (1879–1975), französischer General
- Richert, Clemens (* 1965), deutscher Chemiker
- Richert, Dominik (1893–1977), elsässischer Bauer, Weltkriegsteilnehmer und Autobiograf
- Richert, Ernst (1912–1976), deutscher Soziologe und Publizist
- Richert, Gertrud (1885–1965), deutsche Romanistin, Hispanistin, Lusitanistin und Kunsthistorikerin
- Richert, Gregor (1930–1978), deutscher römisch-katholischer Geistlicher, Jesuit, Missionar und Märtyrer
- Richert, Hannes (* 1982), deutscher Comiczeichner
- Richert, Hans (1869–1940), deutscher Schulreformer
- Richert, Hans-Egon (1924–1993), deutscher Mathematiker und Hochschullehrer
- Richert, Helmut (1941–2024), deutscher Fußballspieler und Trainer
- Richert, Joachim (1938–2007), deutscher Schauspieler und Synchronsprecher
- Richert, Jochen (1915–1984), deutscher Manager
- Richert, Johann-Georg (1890–1946), deutscher Generalleutnant im Zweiten Weltkrieg
- Richert, Kay (* 1973), deutscher Politiker (FDP), MdL
- Richert, Nate (* 1978), US-amerikanischer Schauspieler
- Richert, Peter (* 1962), deutscher Brigadegeneral der Bundeswehr
- Richert, Philip (* 1978), deutscher Schauspieler
- Richert, Philippe (* 1953), französischer Politiker der Partei Les Républicains
- Richert, Torsten (* 1965), deutscher Fußballspieler
- Richert, William (1942–2022), US-amerikanischer Filmregisseur, Drehbuchautor, Filmproduzent und Schauspieler
- Richery, Charles-Alexandre (1759–1830), französischer römisch-katholischer Geistlicher und Bischof
- Richery, Joseph de (1757–1798), französischer Aristokrat und Marineoffizier
- Richerz, Georg David (1742–1811), deutscher Jurist und Lübecker Bürgermeister
- Richerz, Georg Hermann (1716–1767), deutscher lutherischer Geistlicher
- Richerz, Georg Hermann (1756–1791), deutscher lutherischer Geistlicher und Theologe

### Riches
- Riches, Lindsay (1904–1972), australischer Politiker, Sprecher des South Australian House of Assembly
- Richeson, Jennifer (* 1972), US-amerikanische Sozialpsychologin
- Richeson, Ralph (1952–2015), US-amerikanischer Maler und Schauspieler

### Richet
- Richet, Charles (1850–1935), französischer Mediziner und Nobelpreisträger
- Richet, Denis (1927–1989), französischer Historiker
- Richet, Jean-François (* 1966), französischer Filmregisseur und Drehbuchautor
- Richet, Léon (1847–1907), französischer Maler

### Richeu
- Richeux, Jean-Michel (* 1948), französischer Radrennfahrer

### Richey
- Richey, Cliff (* 1946), US-amerikanischer Tennisspieler
- Richey, Matthew Henry (1828–1911), kanadischer Politiker, Vizegouverneur von Nova Scotia
- Richey, Michael (1678–1761), deutscher Gelehrter
- Richey, Michael (1917–2009), britischer Segler und Navigator sowie Autor und Herausgeber von Fachbüchern und -zeitschriften zur Navigation
- Richey, Nancy (* 1942), US-amerikanische Tennisspielerin
- Richey, Slim (1938–2015), US-amerikanischer Bluegrass- und Jazzmusiker

### Richez
- Richez, Eugène (* 1864), französischer Bogenschütze
- Richeza († 1063), durch Heirat Königin von PolenRicheza († 1063)

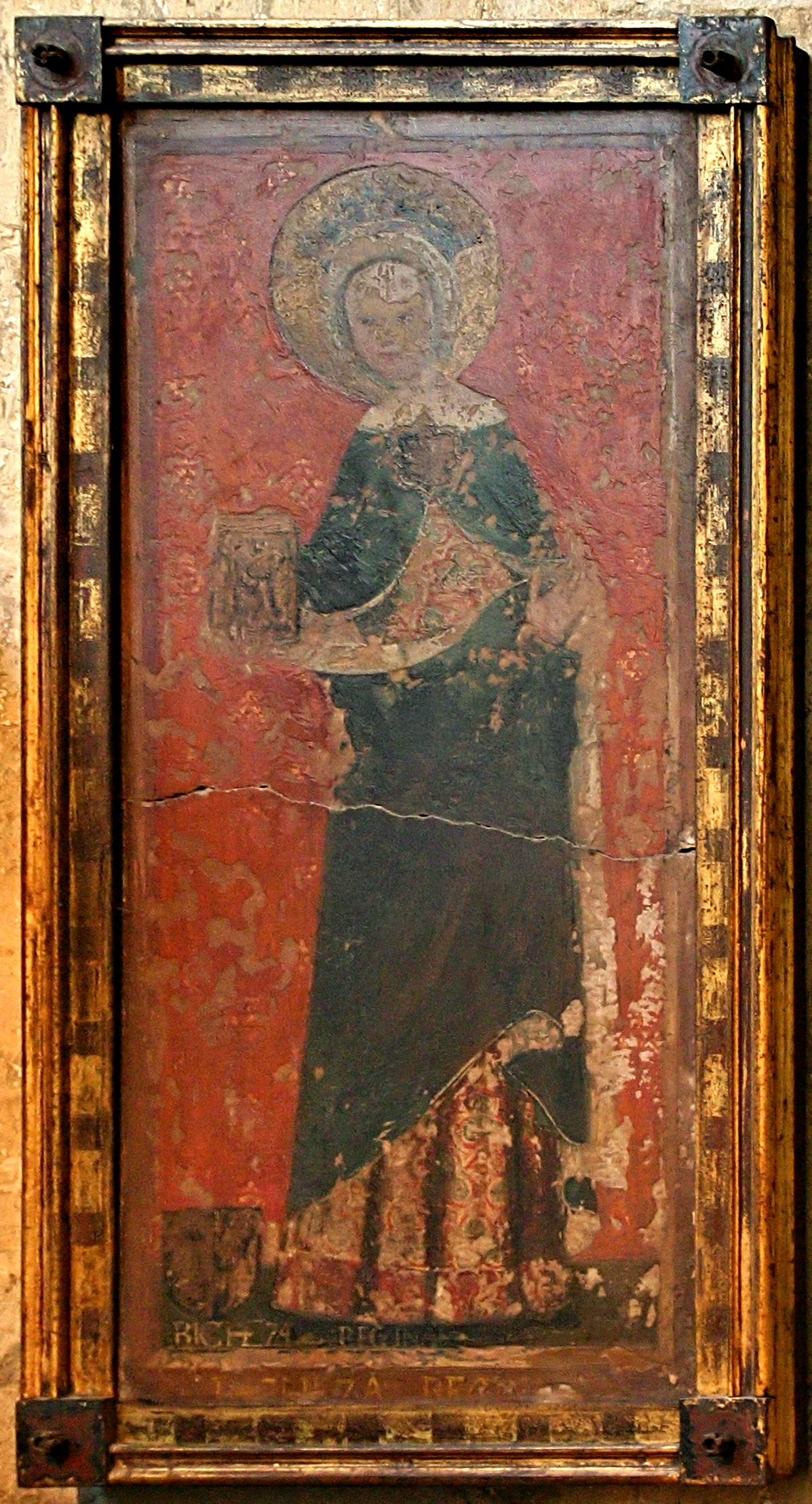
Richeza († 1063)

- Richeza von Everstein († 1185), Tochter von Wladyslaw II. von Polen
- Richeze, Mauro (* 1985), argentinischer Radrennfahrer
- Richeze, Maximiliano (* 1983), argentinischer Radrennfahrer
- Richeze, Roberto (* 1981), argentinischer Straßenradrennfahrer